# Kegelbild
Als Bild bezeichnet man beim Kegeln eine bestimmte Formation umgeworfener bzw. – nach einem Wurf auf ein „volles Bild“ – stehen gebliebener Kegel. Bei der Spielart „Abräumen“ ist diese Formation zugleich die Startformation für den nächsten Wurf. Sie ist häufig ungünstiger, um das Ziel des Abräumens zu erreichen, als es das volle Bild vorher war, und eine Ursache dafür, warum die Formationen besondere Namen erhalten haben.
Meist ebenso als Bild, zur Abgrenzung besser jedoch als Figur wird es bezeichnet, wenn vor einem Wurf ein bestimmtes Bild als Startformation aufgestellt wird. In diesem Fall leuchtet an der Anzeigetafel vor dem Wurf das genau umgekehrte Bild dessen, das man nach einem Wurf auf ein volles Bild ungewollt erhielte, und das Umwerfen genau dieser Formation wird zum gewollten Ziel, nach dessen Erreichen kein Kegel mehr steht.
Figuren werden beim Sportkegeln allein im Training dazu genutzt, das gezielte „Abräumen“ bestimmter häufig stehen bleibender Formationen – wie etwa den Leuchttürmen – einzuüben, während im Wettkampf allein ein „volles Bild“ die Startformation bildet. Dagegen steht beim Freizeitkegeln das absichtliche Werfen auf Figuren im Zentrum einiger der zahlreichen „Spiele“. Diese fasst man unter dem Begriff Bilderkegeln zusammen.

## Startformation
| Volles Bild auch: Volle Dieses Bild ist die Startformation des „klassischen“ Kegelns und des Sportkegelns, aber auch der meisten Freizeitkegelspiele. Dabei werden die neun Kegel in einem diagonal angeordneten Quadrat mit je drei Kegeln Seitenlänge aufgestellt. Die Linie 9→5→1 zeigt somit auf den Spieler. 9 7 8 4 5 6 2 3 1 | Bezeichnung der Kegel 1. Vorderholz (erster Kegel) 2. linke Vorderdame (linker (vorderer) Gassenkegel) 3. rechte Vorderdame (rechter (vorderer) Gassenkegel) 4. linker Bauer (linker Eck) 5. König (Mittelkegel) 6. rechter Bauer (rechter Eck) 7. linke Hinterdame (linker hinterer Gassenkegel) 8. rechte Hinterdame (rechter hinterer Gassenkegel) 9. Hinterholz (letzter Kegel) Hinter den geläufigen Namen stehen in Klammern die offiziellen Bezeichnungen für Deutschland und die Schweiz. Abweichend davon heißen die Damen in Österreich auch offiziell so. Regional existieren weitere Bezeichnungen, so etwa „Halbe“ statt Damen in Sachsen-Anhalt. |

## Zielformationen
Der Kranz, bei dem genau der mittlere Kegel (König) stehen bleibt, ist neben der grundlegenden Zielformation Alle Neune das bekannteste Bild des Kegelns. Bei einem „Abräumspiel mit Kranzwertung“ erhält ein Spieler auch nach einem Kranz ein neues volles Bild, in allen anderen Spielen erst dann, wenn Alle Neune abgeräumt sind. Eine Ausnahme bildet das Pastörchen, das in speziellen Spielen des Freizeitkegelns gelegentlich eine dritte Zielformation bildet, nach der ein Spieler oder eine Mannschaft erneut ein Volles Bild erhält.
| Alle 9 auch: Alle Neune Da alle neun Kegel umgefallen sind, ist dies kein Bild im eigentlichen Sinne. • • • • • • • • • | Kranz auch: Kränzchen, Schur Ein Kranz erhält bei einem „Abräumspiel mit Kranzwertung“ einen höheren Wert als Alle Neune. • • • • 5 • • • • | Pastörchen auch: Dachauer, Acht ums Vordereck Ein Pastörchen benötigt in aller Regel mindestens zwei Würfe, wird dann aber noch höher bewertet als der Kranz. • • • • • • • • 1 |

## Bilder (ungewollte Wurfergebnisse)
Als Spielereignis erhalten einige der hier aufgeführten Wurfergebnisse meist eine besondere Würdigung, insbesondere Kackstuhl, Stina und Königsmord. Das Pastörchen kann in speziellen Freizeitkegelspielen gesondert als dritte Zielformation gewertet werden, nach der ein Spieler ein neues volles Bild erhält.
| Stina auch: Gasse, Herz, Nagel, Stich, Stief, Stier, Wurst Dieses Bild gehört neben dem Kackstuhl zu den häufigsten Wurfergebnissen, die nach einem Wurf in die Vollen unabsichtlich stehen bleiben. • 7 8 4 • 6 2 3 • | Kackstuhl auch: — Der Begriff stammt aus dem Mittelalter und bezeichnete im Volksmund ein Plumpsklo. Beide Varianten gehören zu den häufigsten Bildern. Die rechte wird seltener benutzt. • 9 • • • • 4 • 6 4 • 6 2 3 2 3 • • | Königsmord auch: Kömo, König aus den Vollen Den König allein zu treffen, ist aus einem vollen Bild nicht unmöglich, doch äußerst unwahrscheinlich. (Nicht so beim Folgewurf, wenn das Vorderholz bereits fehlt.) 9 7 8 4 • 6 2 3 1 |
| Pastörchen auch: Dachauer, Acht ums Vordereck Mit einem Wurf aus den Vollen recht unwahrscheinlich, mit zwei Würfen gut möglich. • • • • • • • • 1                                                                     | Großer Schuster auch: Bock Dieses Ergebnis ist nach zwei Würfen in die Vollen denkbar ärgerlich und macht bis zu drei weitere nötig. • • • 4 • 6 • • 1                                                                        | Kleiner Schuster auch: Kitz, Ochsenkopf Auch dieses Bild ist nach zwei Würfen in die Vollen gut möglich, doch mit einem weiteren abräumbar. • 7 8 • • • • • 1                                                                      |
| Linker und rechter Anker auch: — Die Anker fallen häufiger und sind sehr ärgerlich, denn zu einem besseren Ergebnis hätte nicht viel gefehlt. • • • 8 7 • 4 • • • • 6 2 • • 3 1 1                                      | Linkes und rechtes Häuschen für beide Häuschen auch: Bärbel, Marc Ein Häuschen fällt nicht so leicht in einem Wurf. Für beide braucht es in jedem Falle zwei. 9 9 • 8 7 • • 5 6 4 5 • • 3 2 • 1 1                             | Linke und rechte Gasse auch: Hannes, Ulmer Wahrscheinlicher nach einem Wurf als die Häuschen sind die Gassen. 9 9 • 8 7 • 4 5 6 4 5 6 • 3 2 • 1 1                                                                                  |
| Leuchttürme auch: Tor, Split, Saunägel, Randfichten, Feldhüter Dazu sind normalerweise zwei Würfe erforderlich. • • • 4 • 6 • • •                                                                                      | Hamburg auch: Die Heiligen Drei, Bayern 3, Traum Auch hier gilt: unwahrscheinlich nach nur einem Wurf. • • • 4 5 6 • • • | Lübeck auch: — Hierzu sind in der Regel zwei Würfe nötig. 9 • • 4 • 6 • • 1 |
| Olympia auch: W, Gartenzaun Stellung der verbliebenen Holz in gleicher Anordnung wie die olympischen Ringe oder der Buchstabe „W“. Eines der häufigsten Bilder neben Stina und Kackstuhl. • • • 4 5 6 2 3 •            | | |

## Figuren (abweichende Startformationen)
| Großer Keil und kleiner Keil Großer Keil auch: Vorderkranz • • • • • • 4 • 6 • • • 2 3 2 3 1 1 | Hinterkranz auch: — 9 7 8 4 • 6 • • • | Linke und rechte Gasse auch: Hannes, Ulmer • • 7 • • 8 • • • • • • 2 • • 3 • • |